# Ліспроєкт
Ліспроє́кт (рос. Леспроект) — селище у складі Подольського міського округу Московської області, Росія.
Стара назва — Лісопроєкт.

## Населення
Населення — 263 особи (2010; 287 у 2002).
Національний склад (станом на 2002 рік):
- росіяни — 94 %